# Curt Haase (Offizier)

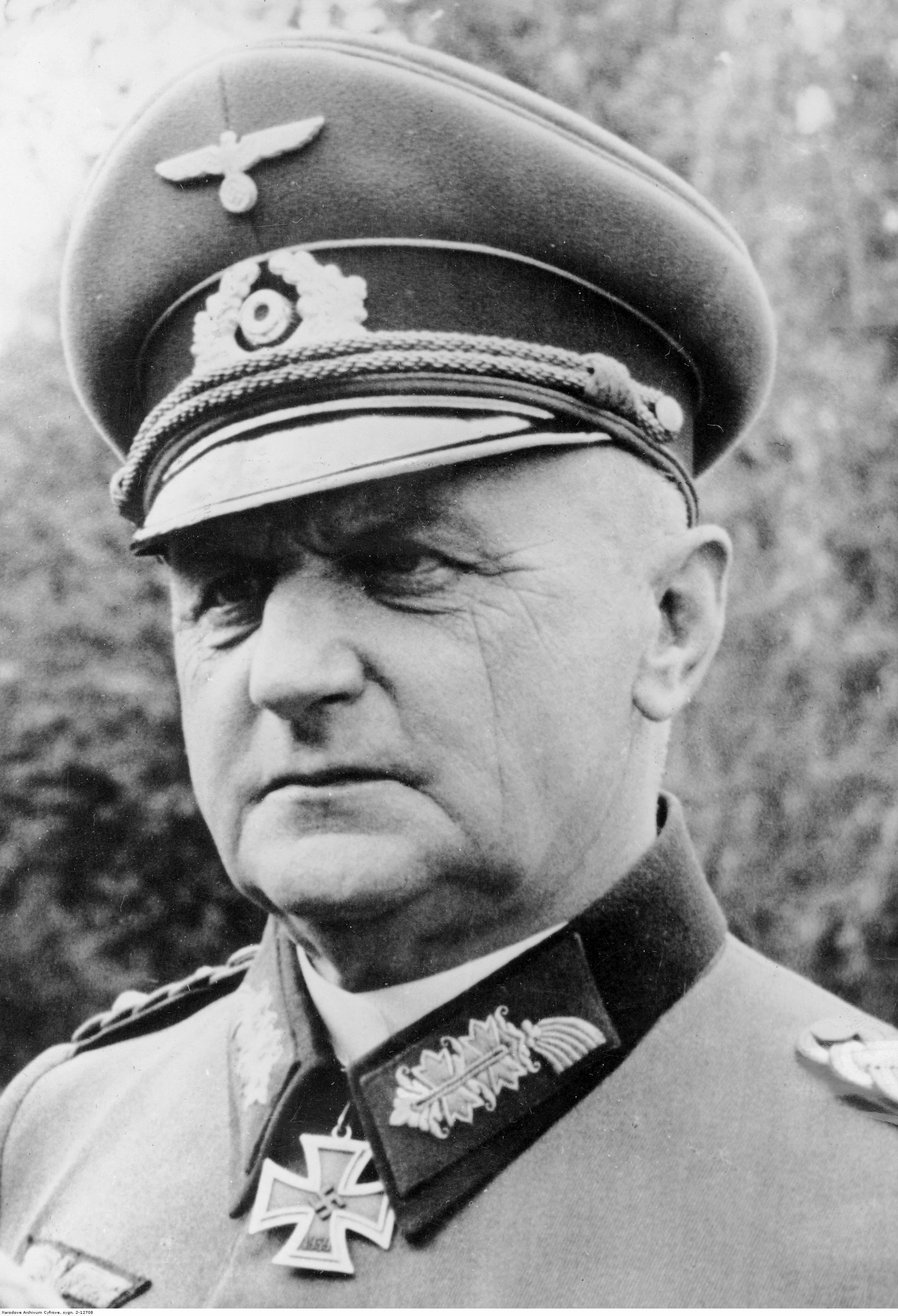
Curt Haase (1941)

Curt Haase (* 15. Dezember 1881 in Honnef; † 9. Februar 1943 in Berlin-Grunewald) war ein deutscher Generaloberst und Oberbefehlshaber der 15. Armee im Zweiten Weltkrieg.

## Leben
Haase trat am 25. Juli 1901 als Fahnenjunker in das 4. Württembergische Feldartillerie-Regiment Nr. 65 der Württembergischen Armee in Ludwigsburg ein. Er wurde am 27. Januar 1902 zum Fähnrich ernannt und am 18. Januar 1902 zum Leutnant befördert. Ab 1. Oktober 1905 war er ein Jahr lang Adjutant der I. Abteilung und im Anschluss bis 17. August 1911 beim Lehr-Regiment der Feldartillerie-Schießschule, wo er zwischenzeitlich am 18. Oktober 1910 Oberleutnant geworden war. Es folgte dann seine Rückversetzung zu seinem Stammregiment sowie seine Kommandierung an die Preußische Kriegsakademie vom 1. Oktober 1911 bis 10. Juli 1914.
Bei Ausbruch des Ersten Weltkriegs setzte man Haase als Batterieführer ein. Nachdem er am 8. Oktober 1914 Hauptmann geworden war, versetzte man ihn im Mai 1915 in den Stab der 51. Infanterie-Brigade. Ab 1917 war er beim Generalstab der 204. Division (3. Königlich Württembergische) und ab Anfang 1918 beim Stab der 28. Reserve-Division. Gegen Kriegsende gehörte er dann der Waffenstillstands-Kommission in Spa an und fungierte ab 1. Oktober 1919 nach seiner Übernahme in die Reichswehr als Lehrer an der Infanterie-Schule.
Am 1. April 1923 übernahm Haase als Chef eine Batterie in der III. Abteilung des 5. Artillerie-Regiments in Ludwigsburg, wo er am 1. Februar 1925 zum Major befördert wurde. Er wechselte dann am 1. November des Jahres als Referent bei der Inspektion der Artillerie in das Reichswehrministerium nach Berlin und wurde in dieser Funktion am 1. Oktober 1929 Oberstleutnant. Haase wurde dann am 1. Februar 1930 Kommandeur der II. Abteilung des 5. Artillerie-Regiments in Ulm. Am 1. Oktober 1932 folgte die Beförderung zum Oberst. Als solcher fungierte er ab 1. Februar 1933 als Kommandeur des Artillerie-Ausbildungsstabes Jüterbog.
Von 1935 bis März 1936 Kommandeur der 3. Infanterie-Division in Berlin, setzte man ihn von 1. März 1936 bis 1. Oktober 1937 als Kommandeur der 17. Infanterie-Division ein. Am 16. November 1938 übernahm er als Kommandierender General das III. Armeekorps und war zeitgleich bis 26. August 1939 auch Befehlshaber im Wehrkreis III.
Zu Beginn des Zweiten Weltkriegs führte Haase bis November 1940 weiterhin das III. Armeekorps. Am 15. Mai 1940 durchbrach er mit seinem Korps die französischen Verteidigungsstellungen bei Neuzon und Mezieres-Charleville, wofür er am 8. Juni 1940 das Ritterkreuz des Eisernen Kreuzes erhielt. Am 19. Juli 1940 beförderte man ihn zum Generaloberst.

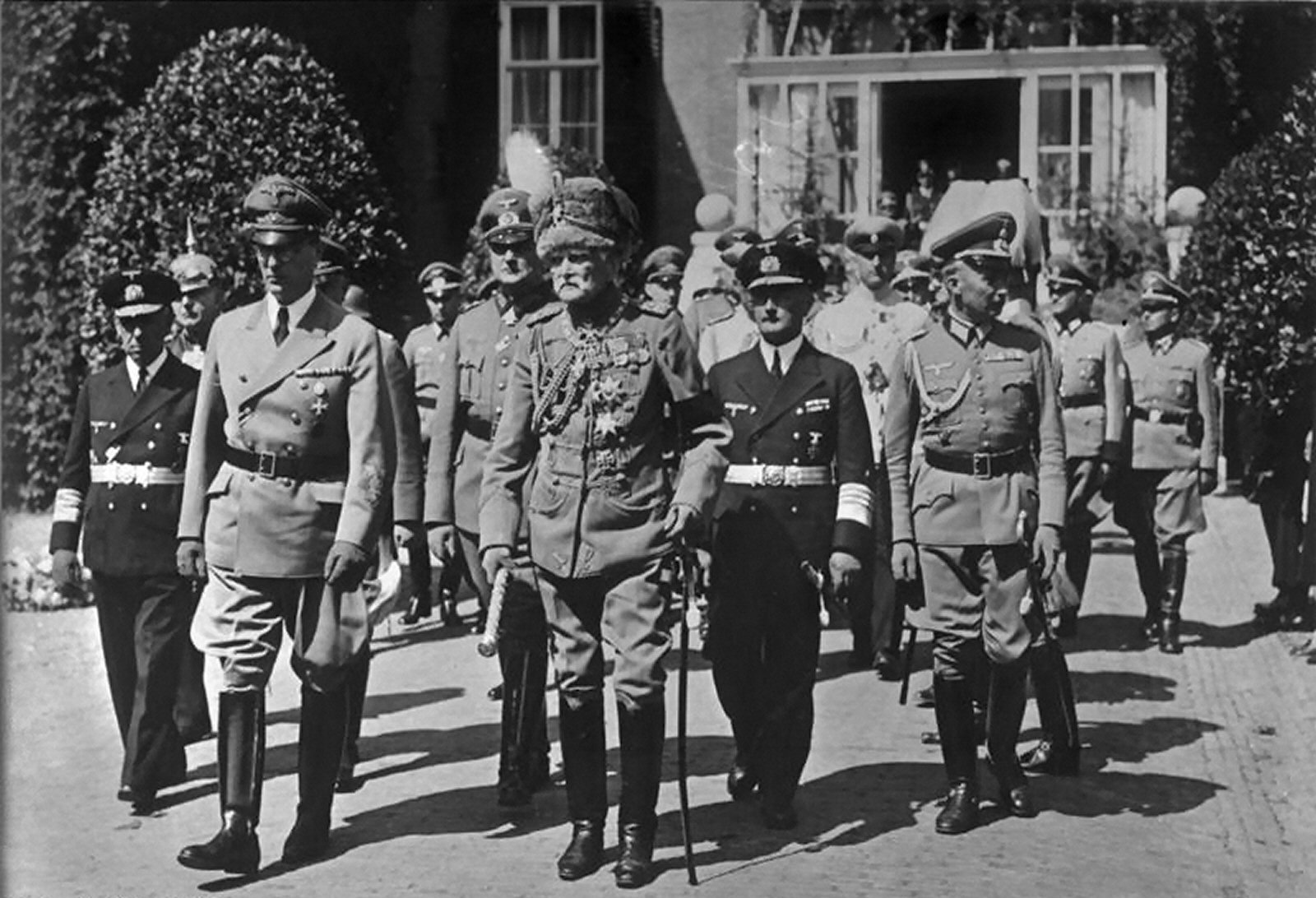
Haase zusammen mit anderen Offizieren bei der Beerdigung Kaiser Wilhelms II. in Doorn, 1941

Am 4. Juni 1941 reiste er als Vertreter des Oberbefehlshabers des Heeres zur Beisetzung des letzten deutschen Kaisers Wilhelm II. nach Haus Doorn in die Niederlande und wohnte der Beerdigung zusammen mit anderen Offizieren bei. Vom 14. November 1940 bis 15. Februar 1941 war er in der Führerreserve und anschließend bis 30. November 1942 Oberbefehlshaber der 15. Armee. Er wurde dann abermals am 1. Dezember 1942 in die Führerreserve versetzt.
Haase verstarb am 9. Februar 1943 im Alter von 62 Jahren aufgrund eines Herzleidens. Er wurde auf dem Invalidenfriedhof in Berlin beigesetzt. Die Grabstätte ist nicht erhalten.

## Auszeichnungen
- Eisernes Kreuz (1914) II. und I. Klasse[1]
- Ritterkreuz des Königlichen Hausordens von Hohenzollern mit Schwertern[1]
- Ritterkreuz des Württembergischen Militärverdienstordens[1]
- Ritterkreuz des Albrechts-Ordens I. Klasse mit Schwertern[1]
- Ritterkreuz des Friedrichs-Ordens I. Klasse mit Schwertern[1]
- Ritterkreuz II. Klasse des Ordens vom Zähringer Löwen mit Schwertern und Eichenlaub[1]
- Hanseatenkreuz Hamburg[1]
- Medaille zur Erinnerung an den 13. März 1938
- Wehrmacht-Dienstauszeichnung IV. bis I. Klasse
- Spange zum Eisernen Kreuz II. und I. Klasse
- Ritterkreuz des Eisernen Kreuzes am 8. Juni 1940[2]